# Teodor Hoffmann

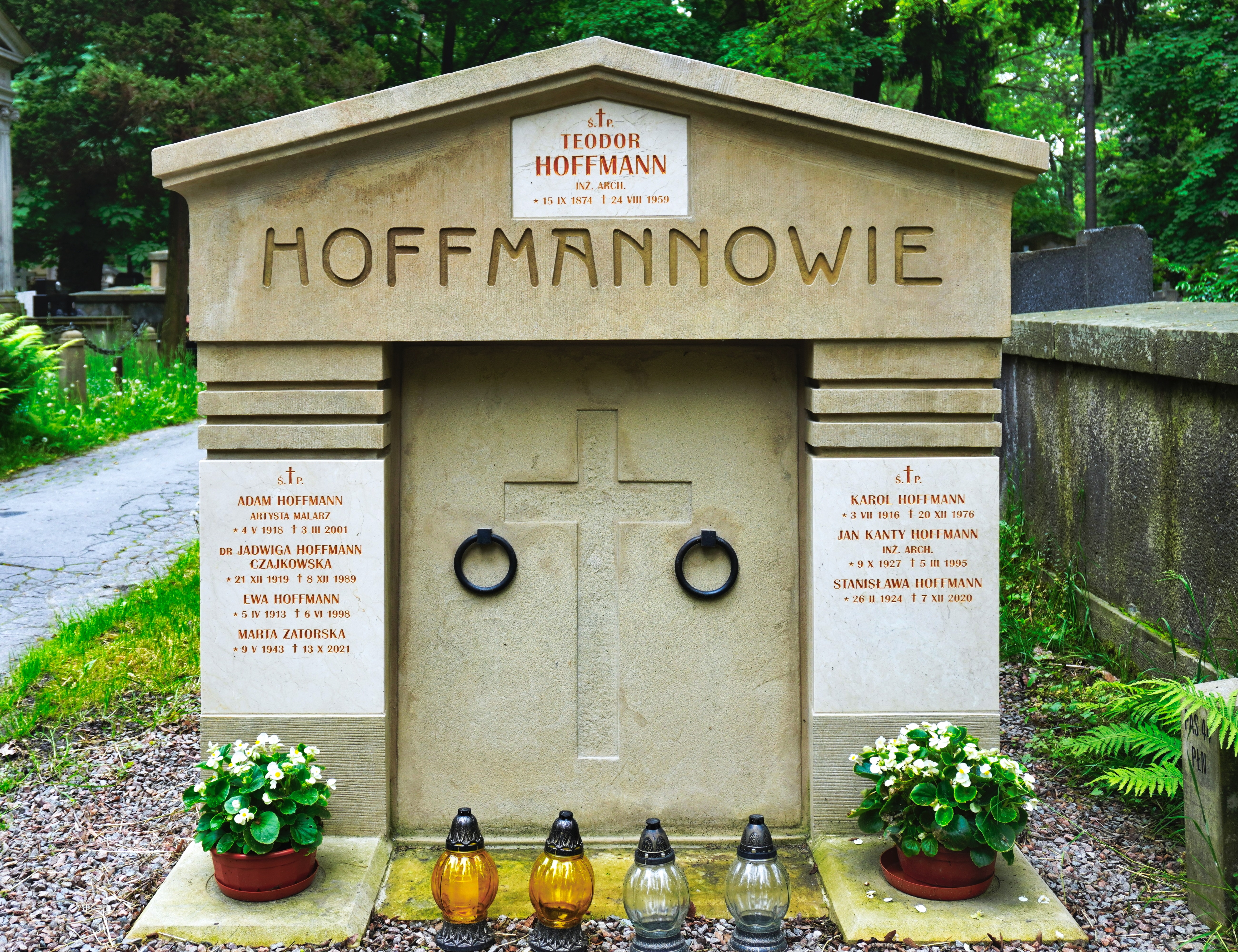
Grobowiec Teodora Hoffmanna na cmentarzu Rakowickim w Krakowie

Teodor Hoffmann (ur. 10 września 1874 w Podwołoczyskach, zm. 24 sierpnia 1959 w Krakowie) – krakowski inżynier, architekt.

## Życiorys
Był absolwentem z 1892 Wyższej Szkoły Przemysłowej we Lwowie. Naukę kontynuował w latach 1894–1898 u Otto Wagnera w Akademii Sztuk Pięknych w Wiedniu. Od 1903 prowadził w Krakowie własne biuro architektoniczne. Tworzył domy mieszkalne i budynki użyteczności publicznej w stylu zmodernizowanego historyzmu. Członek Związku Architektów.
Pochowany na cmentarzu Rakowickim (kwatera PAS44-płn-zach).

## Projekty
Kraków
- Gmach Narodowego Banku Polskiego, ul. Basztowa 20 (wraz z Kazimierzem Wyczyńskim) – 1922–1925,
- Gmach Drukarni Narodowej, ul. J. Piłsudskiego 19 – 1911–1912,
- Gmach Gimnazjum ss. Urszulanek, ul. Starowiślna 3/5,
- Kamienica Federowicza, ul. Studencka 1 – 1911–1912,
- Kamienice, ul. Szpitalna 34 i 38 – 1912–1913,
- Dom własny, ul. Biskupia 8 – 1913–1915,
- Kamienica, ul. J. Lea 15,
- Wyższe Studium Handlowe, ul. H. Sienkiewicza 4 – 1926–1928,
- ...a także grobowiec Estreicherów na cmentarzu Rakowickim.
- nowa sala restauracyjna w hotelu Saskim w Krakowie (1910)[2]

inne:
inne
- Gmach Banku Austro-Węgierskiego, Rzeszów – 1907[3].

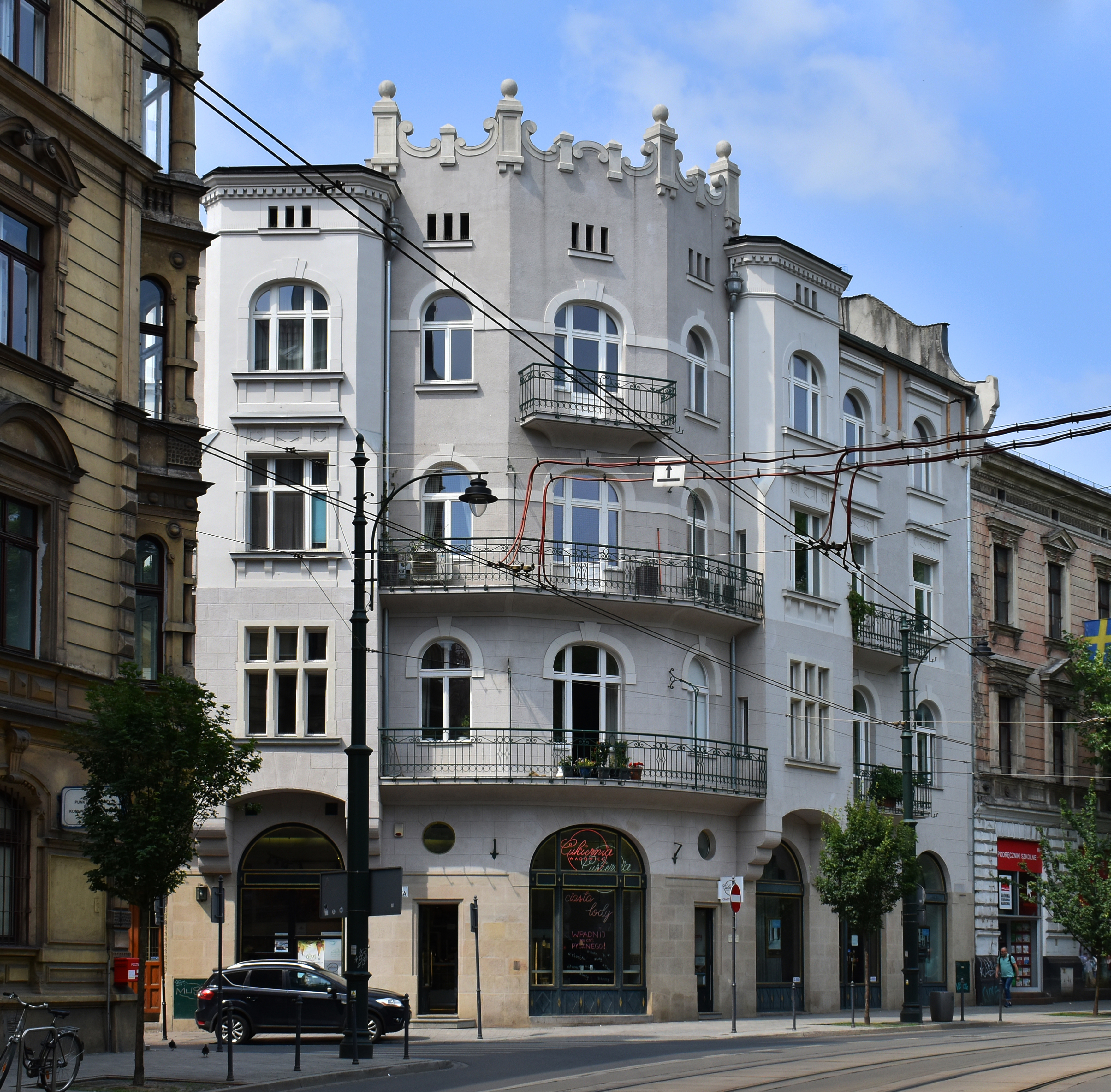
Kamienica Federowicza Kraków, ul. Studencka 1 (1915, na miejscu tzw. Baszty Kościuszki)
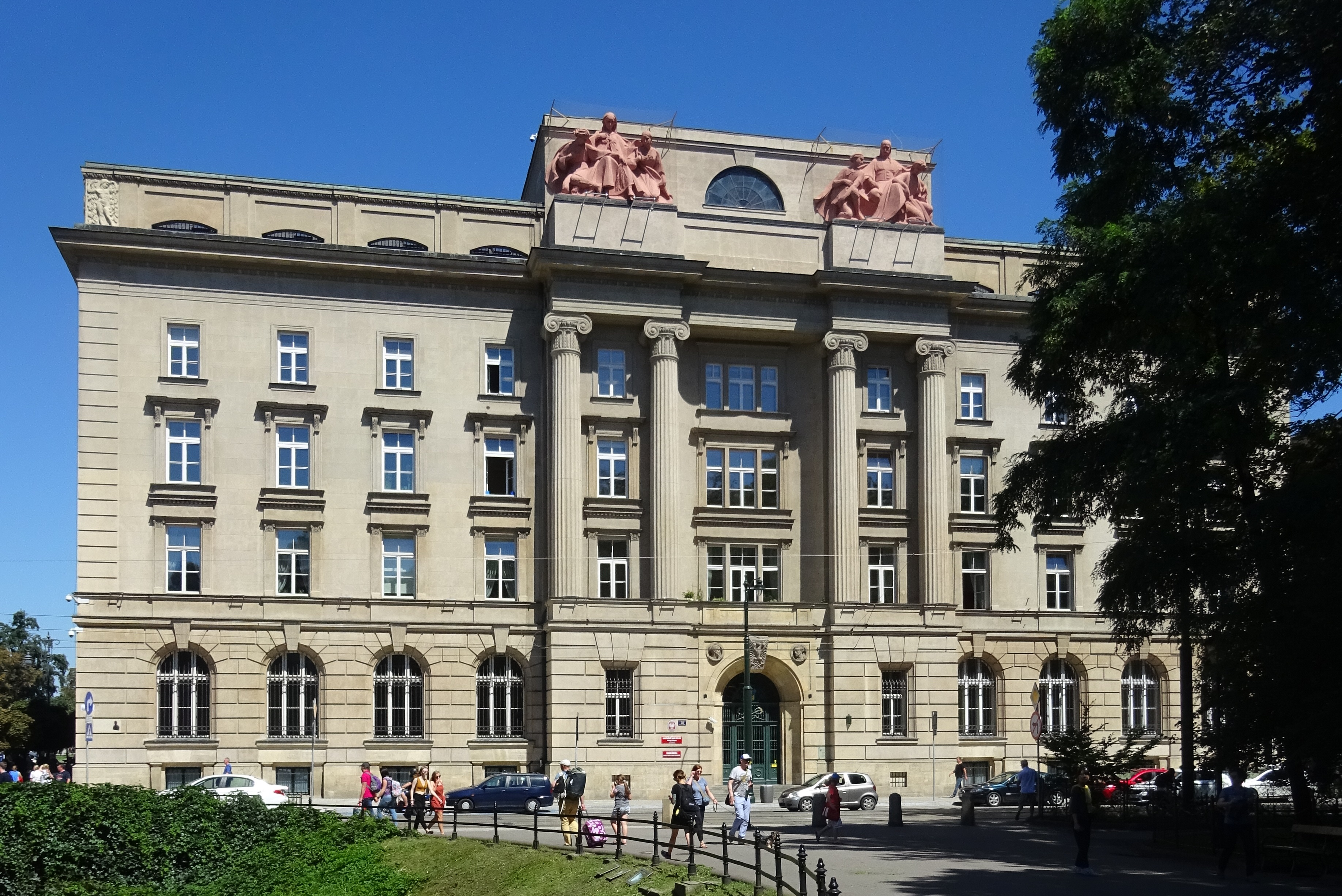
Gmach NBP Kraków, ul. Basztowa 20 (1925, z Kazimierzem Wyczyńskim)
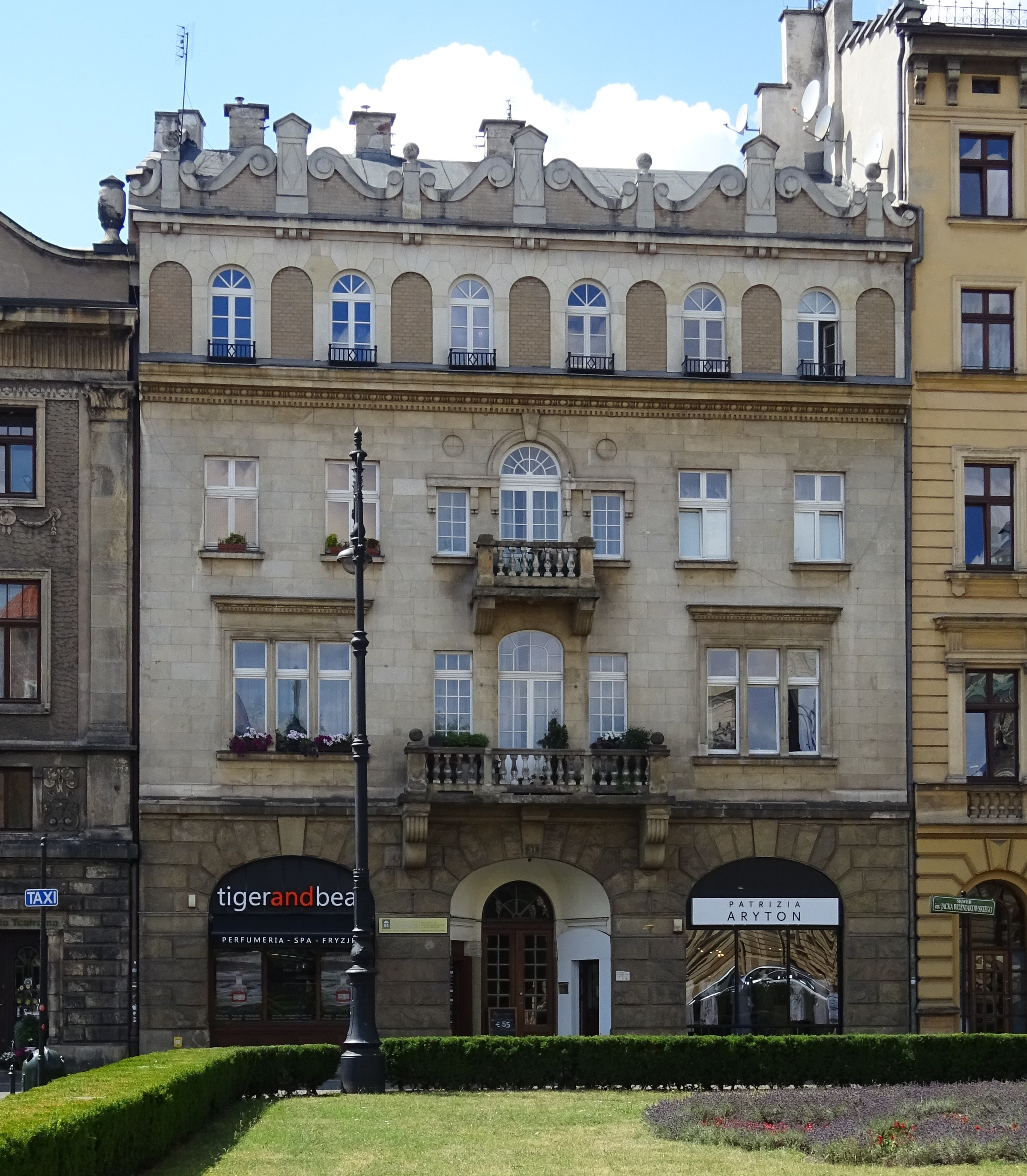
Kamienica Kraków, ul. Szpitalna 34 (1912–1913)
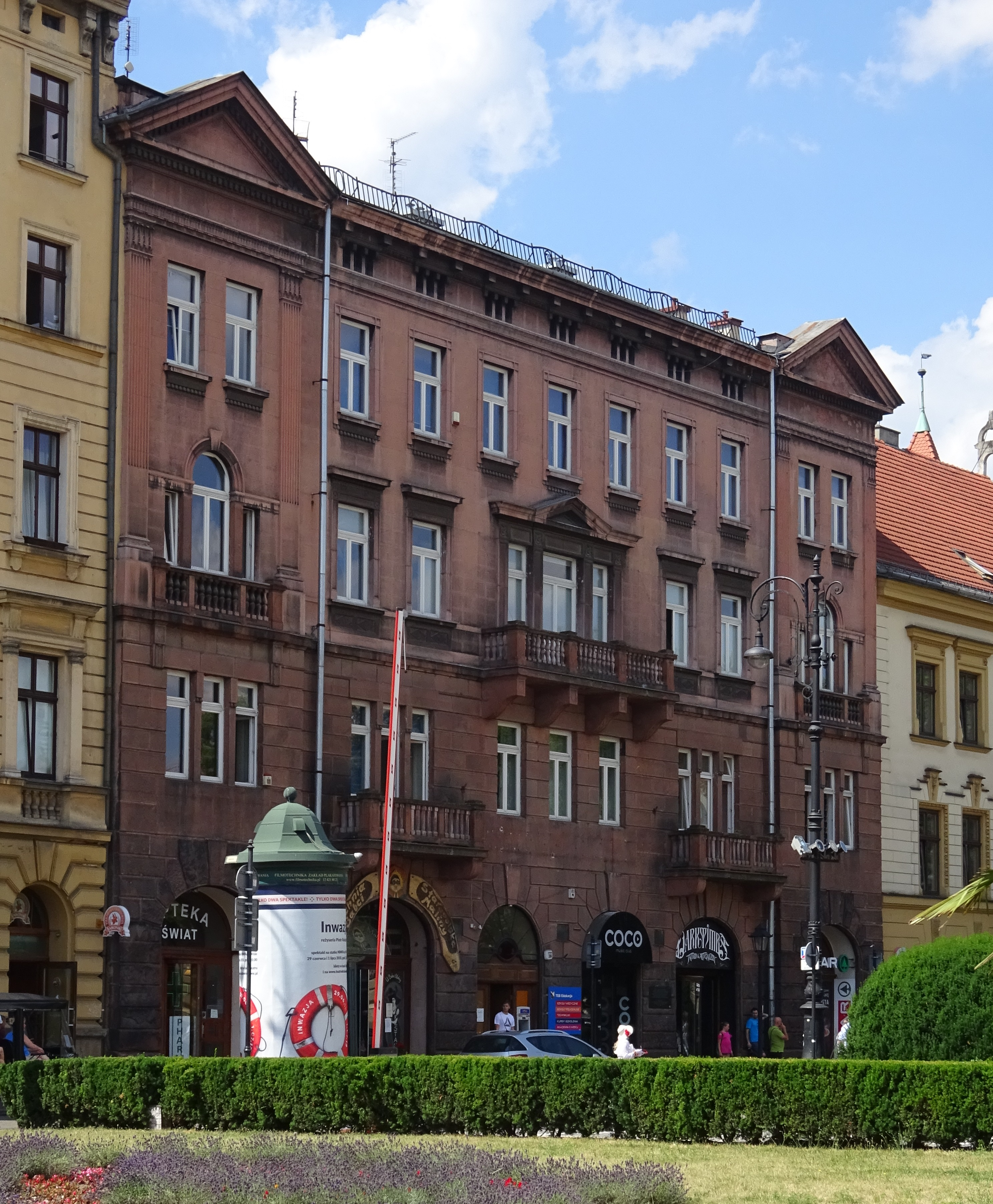
Kamienica Kraków, ul. Szpitalna 38 (1912–1913)
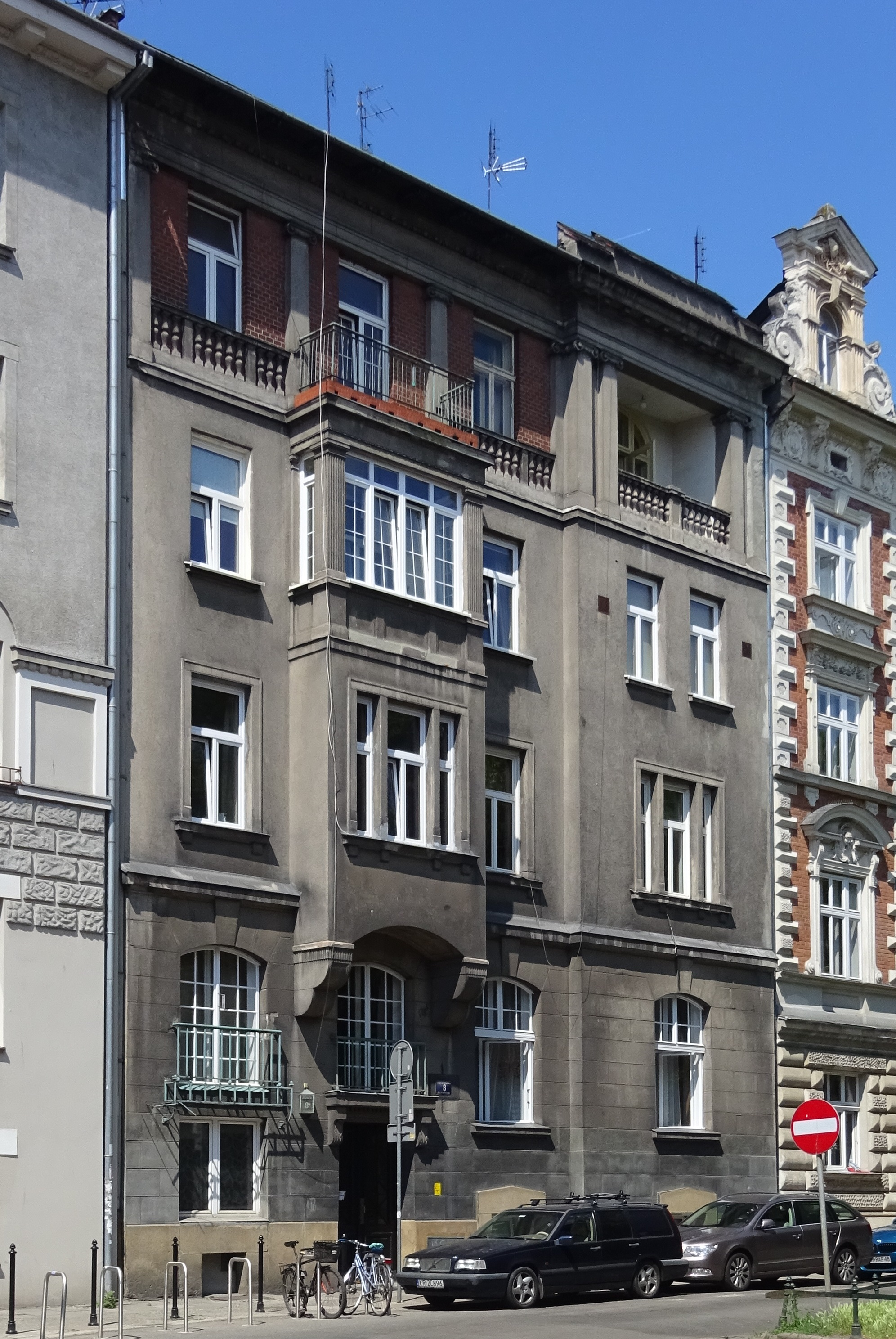
Dom własny Kraków, ul. Biskupia 8 (1913–1915)
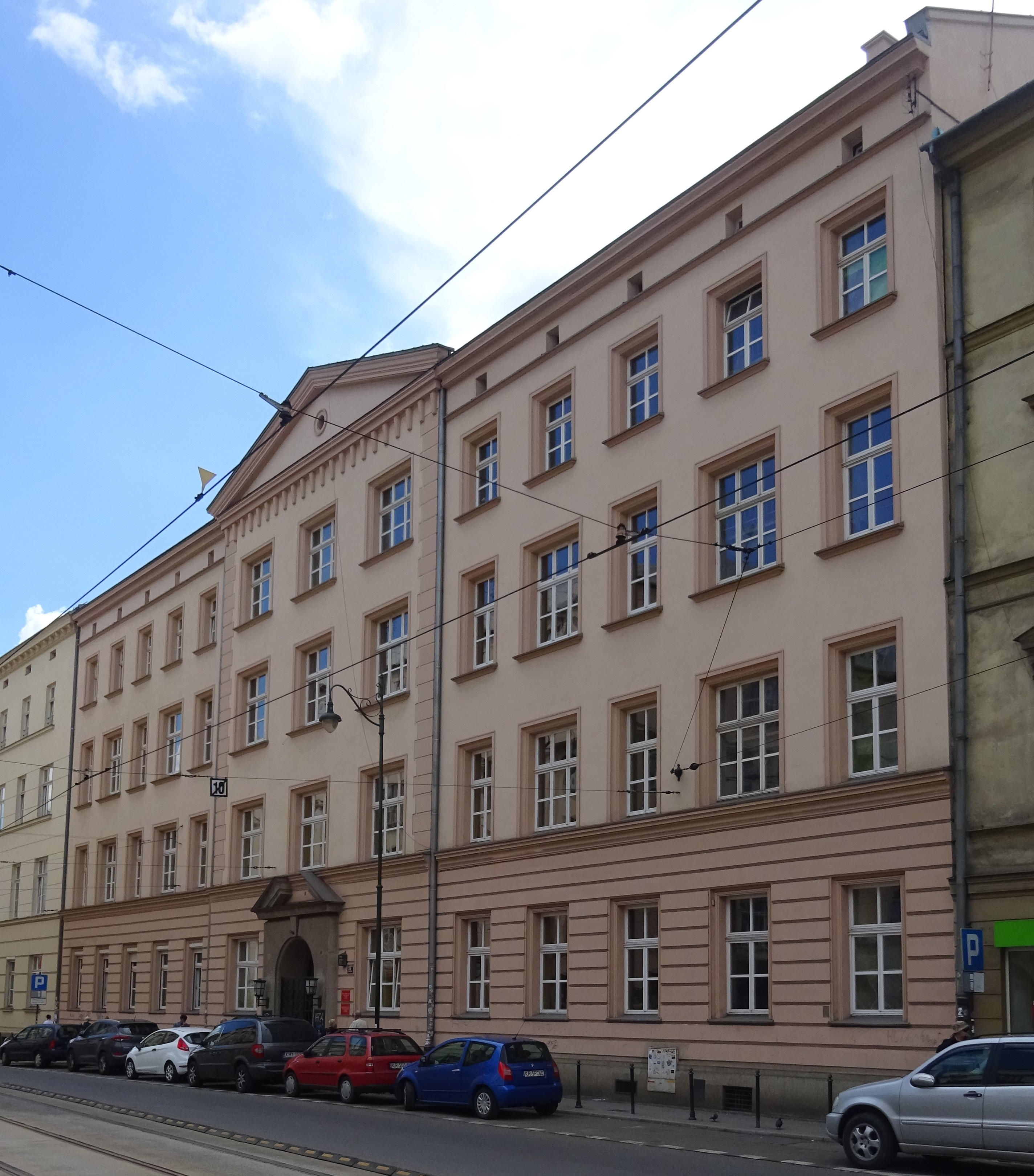
Gmach Gimnazjum ss. Urszulanek Kraków, ul. Starowiślna 3/5
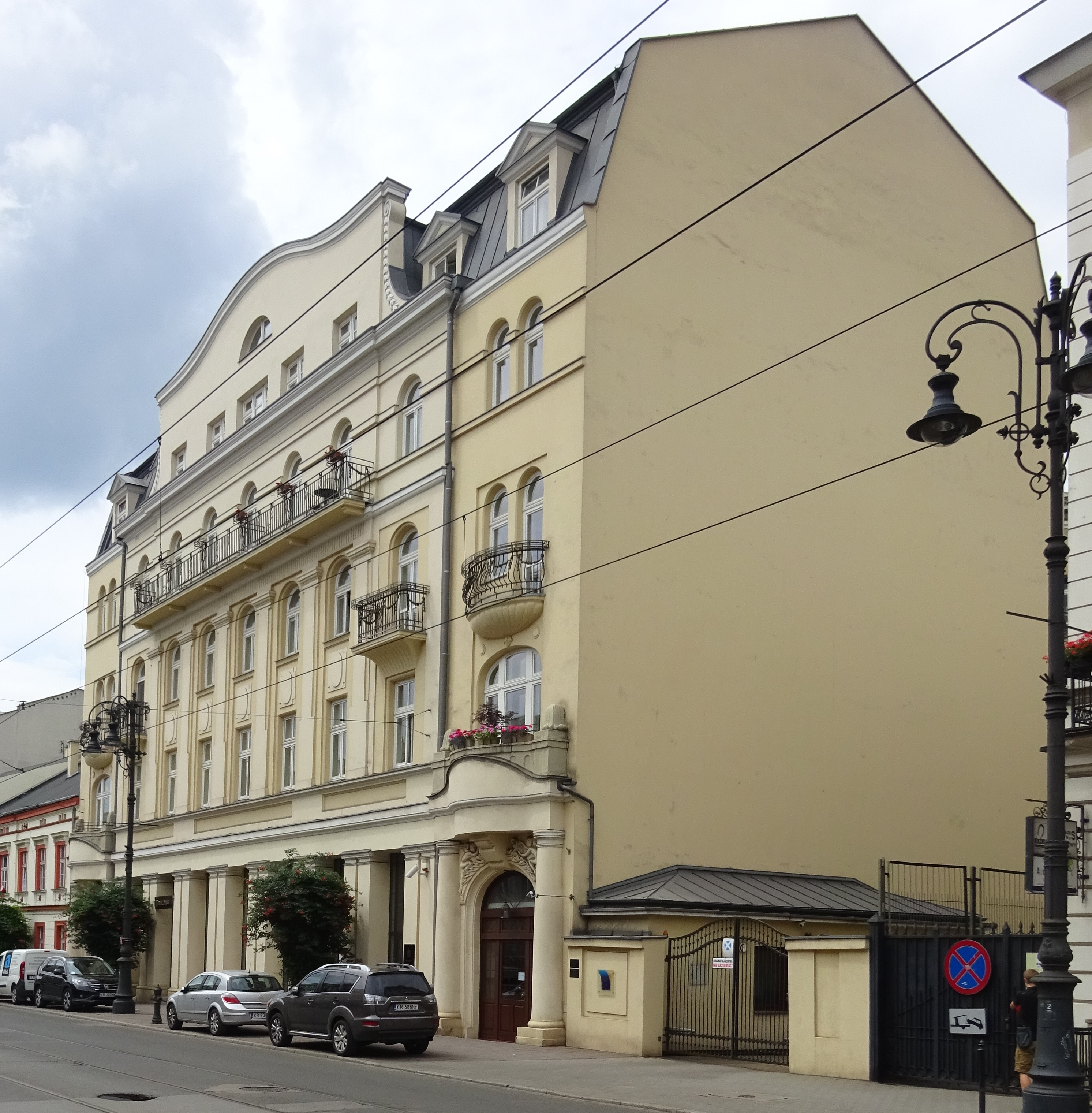
Gmach Drukarni Narodowej Kraków, ul. J. Piłsudskiego 19 (1911–1912)
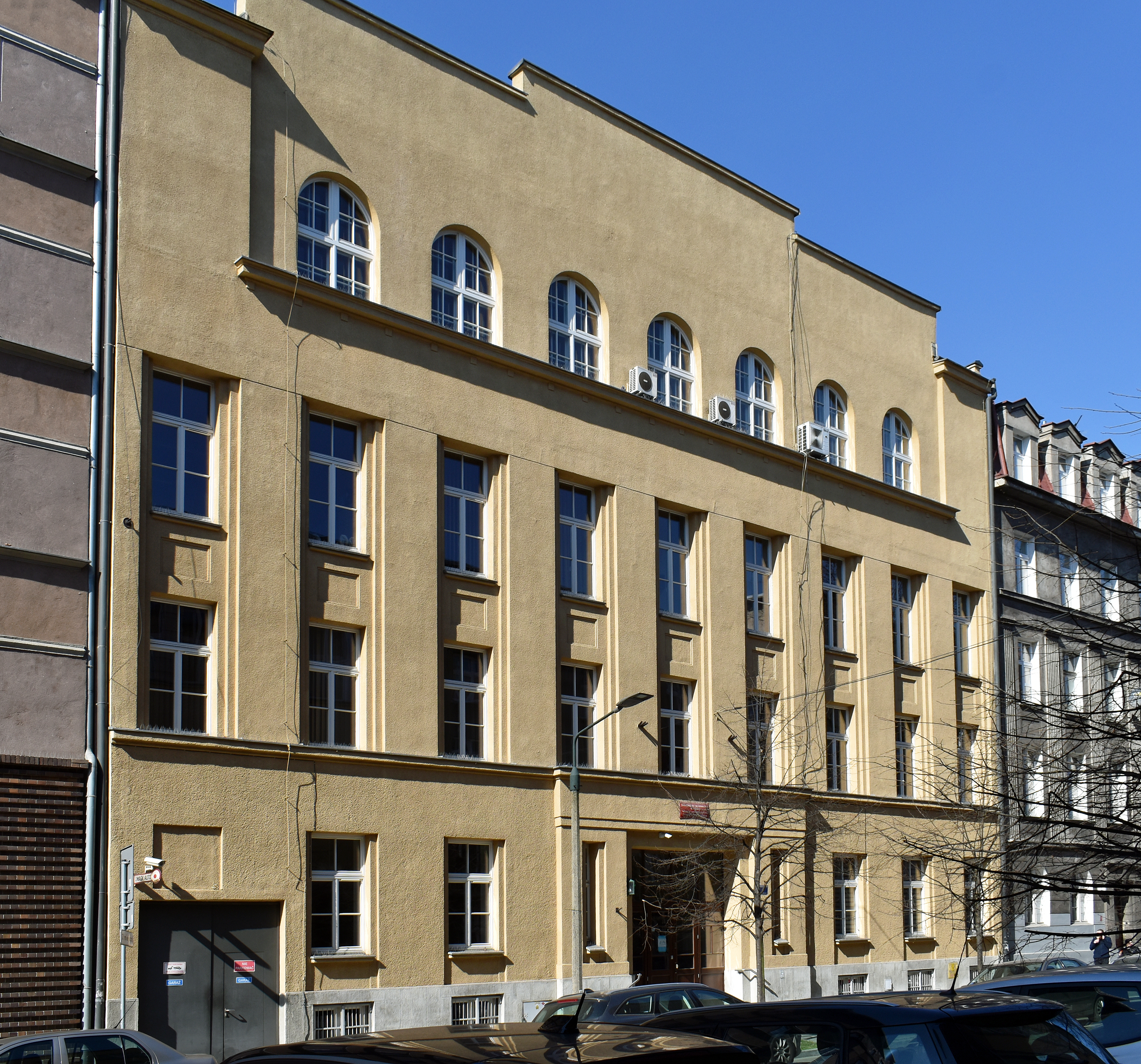
Budynek Wydziału Towaroznawstwa i Zarządzania Produktem UEK Kraków ul. Sienkiewicza 4 (1926)